# Super Mario Party
Super Mario Party — відеогра для вечірок 2018 року, розроблена NDcube та видана Nintendo для Nintendo Switch. Це одинадцята основна частина серії Mario Party та перша для Nintendo Switch. Гру описували як «повне оновлення» франшизи, що повертає та оживляє елементи ігрового процесу зі старіших ігор, а також представляє нові елементи. Гра була випущена по всьому світу 5 жовтня 2018 року та до кінця місяця була продана тиражем 1,5 мільйона копій.